# Parijse metrolijn 15

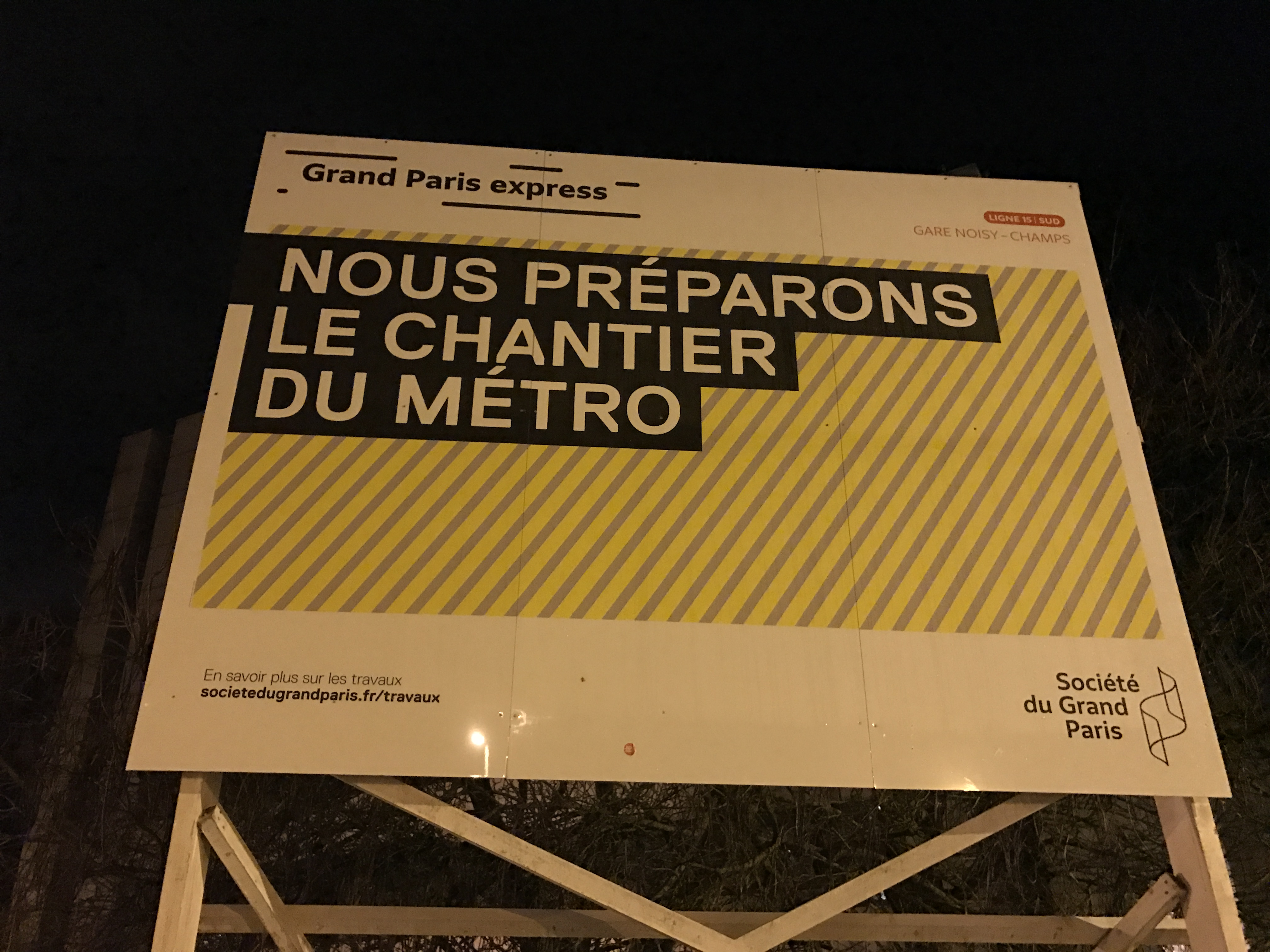
Een bord met de aankondiging van werkzaamheden ten behoeve van de bouw van metrostation Noisy - Champs

Lijn 15 van de metro van Parijs is een in aanbouw zijnde lijn van de metro van Parijs. Met 36 stations en een beoogde lengte van 75 km vormt lijn 15 de kern van het project Grand Paris Express.

## Beschrijving

Schema van de lijn.

De lijn is ontworpen als een geheel ondergronds liggende spoorlijn met een reizigerscapaciteit die gelijk of groter zou zijn aan de bestaande delen van het Parijse metrosysteem. De lijn ligt geheel buiten het grondgebied van de stad Parijs; het betreft een ring die enkele kilometers voorbij de stadsgrenzen door de banlieue loopt. Hij is vooral bedoeld om de drie departementen van de Petite Couronne met elkaar te verbinden, zodat forenzenverkeer van buitenwijk naar buitenwijk mogelijk wordt zonder Parijs te doorkruisen, en dat zonder overstappen.
Het project zal een lus creëren die, bij voltooiing van de lijn (voorzien voor 2030) Noisy-Champs zal verbinden met Champigny Centre, waarbij achtereenvolgens de volgende plaatsen zullen worden aangedaan: Bry-sur-Marne, Villiers-sur-Marne, Champigny-sur-Marne, Saint-Maur-des-Fossés, Créteil, Vitry-sur-Seine, Champigny-sur-Marne, Villejuif, Arcueil, Cachan, Bagneux, Châtillon, Montrouge, Clamart, Issy-les-Moulineaux, Vanves, Boulogne-Billancourt, Saint-Cloud, Rueil-Malmaison, Nanterre, Puteaux, La Défense, Courbevoie, Bois-Colombes, Asnières-sur-Seine, Gennevilliers, Saint-Denis, Aubervilliers, Bobigny, Drancy, Bondy, Rosny-sous-Bois, Fontenay-sous-Bois, Nogent-sur-Marne en Le Perreux-sur-Marne.
De lijn is het lijnnummer 15 toegekend; dit was het eerstvolgende vrije nummer in de reeks lijnnummers van het metrosysteem van Parijs.

## Geschiedenis
Het tracé van lijn 15 lijkt sterk op dat van het Métrophérique-plan, dat in 2006 werd voorgesteld door de RATP. De lijn is vervolgens opgenomen in het door Nicolas Sarkozy in 2009 voorgestelde "rode lijnenproject" voor het openbaar vervoer in Groot-Parijs. In maart 2013 werd door premier Jean-Marc Ayrault een "Nouveau Grand Paris" metroproject aangekondigd, waarin deze lijn ook voorkwam, nu voor het eerst met lijnnummer 15.

## Ingebruikname
Voor de openstelling van de lijn zijn verschillende tijdstippen genoemd, maar deze zijn alle een beetje aan de optimistische kant gebleken. De planning zag er per februari 2018 als volgt uit:
- Rond 2025: ingebruikname van het zuidelijke deel, van Pont de Sèvres tot Noisy - Champs.[7]. Dit deeltraject is intussen uitgesteld tot ten vroegste eind 2026.
- Rond 2030: ingebruikname van
  - het westelijke deel van Pont de Sèvres tot Saint-Denis Pleyel,
  - het oostelijke deel van Saint-Denis Pleyel tot Champigny Centre.

Voor het westelijke deel van lijn 15 wordt zelfs een einddatum van 2035 of zelfs 2040 genoemd, vanwege de uitzonderlijke moeilijkheden die zich voordoen bij de bouw van het station van La Défense, alwaar zich al een zeer dicht OV-knooppunt bevindt.

Geografisch correcte weergave van het lijn 15-project bij voltooiing, op zijn vroegst te verwachten in 2030. De contour in het geel is de stad Parijs.

De technische specificaties van het rollend materieel voor lijn 15 zijn:
- Breed materiaal (minimaal 2,80 m). Dit is breder dan de metrostellen op het bestaande metronet.
- Geen bandenmetro, zoals lijn 14, maar op rails rijdend materieel.
- De treinen hebben een lengte van 108 meter. Ze zullen bestaan uit zes bakken met doorloopmogelijkheid. De zes bakken bieden plaats aan maximaal 960 reizigers (gebaseerd op een dichtheid van 4 reizigers per vierkante meter). De theoretische ochtendspitscapaciteit zou 34.560 reizigers per uur zijn.[10]
- De treinen zullen volledig automatisch zijn.
- De maximale treinsnelheid zal 110 km/u bedragen.[11]
- De geschatte kruissnelheid van de treinen zal 55 km/u zijn.
- De tractiestroom (1500 volt gelijkstroom) zal door middel van een stroomafnemer worden afgenomen van een bovenleiding; in tegenstelling tot het klassieke metronet van Parijs, dat met een derde rail werkt.[12]

## Tracé en stations

Schema van het zuidelijke deel van de lijn.
Schema van het westelijke deel van de lijn.
Schema van het oostelijke deel van lijn 15.

## Rollend materieel
De entiteit die het project beheert, de Societé Grand Paris, kondigde in 2018 aan dat de fabrikant Alstom de opdracht zou krijgen voor de bouw van het materieel voor de lijnen 15, 16 en 17 van de Grand Paris Express. Voor lijn 15 wordt een aantal van 133 treinen bestaande uit zes bakken (in totaal 798 wagens) genoemd. De eerste treinen zouden in 2022 klaar moeten zijn.